# Josceline Percy, 11:e earl av Northumberland

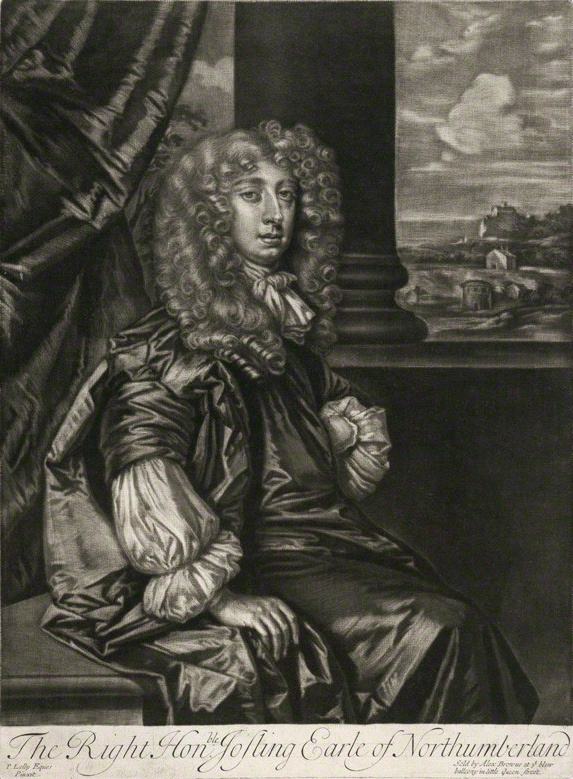
Josceline Percy, 11:e earl av Northumberland.

Josceline Percy, 11:e earl av Northumberland, född den 4 juli 1644, död den 31 maj 1670 i Turin, var en engelsk aristokrat, äldste son till Algernon Percy, 10:e earl av Northumberland och hans andra fru Elizabeth Howard, som var sondotter till Thomas Howard, 1:e earl av Suffolk.
Northumberland medverkade som page vid kröningen 1661 av Karl II av England och blev medlem av the Inner Temple i London samma år. År 1662 gifte han sig med lady Elizabeth Wriothesley, dotter till Thomas Wriothesley, 4:e earl av Southampton. 

## Barn
- Elizabeth Percy (1667–1722), gift med Charles Seymour, 6:e hertig av Somerset
- Henry Percy (1668–1669)

Eftersom han dog utan manlig arvinge, utslocknade ätten på svärdssidan och hans många egendomar övergick till dottern Elizabeth.